# Emma Ciardi
Emma Ciardi, née en 1879 à Venise, et morte en 1933 dans la même ville, est une peintre italienne.

## Biographie
Elle est née le 13 janvier 1879 à Venise. Suivant les traces de son père  Guglielmo et de son frère Beppe, Emma Ciardi commence à peindre dès l'adolescence et expose pour la première fois en 1900 à l'Exposition Universelle de Paris, et à la Promotrice de Turin; en 1903 elle participe à l'Esposizione Internazionale d'Arte di Venezia et y participe presque chaque année jusqu'en 1932. En plus de ses paysages et de ses vues de Venise, elle s'est rapidement fait un nom avec des sujets du néo-XVIIIe siècle qui ont été particulièrement bien reçus par le public anglais et américain. En 1910, elle organise sa première exposition personnelle à Leicester Galleries à Londres, suivie d'une deuxième en 1913 ; elle fait également monter d'autres expositions à Londres par la Fine Art Society en 1928 et 1933. Sur le marché américain, elle est acclamée à partir de 1923, lorsqu'elle expose à la Howard Young Gallery à New York, qui obtient les droits exclusifs de vente de son œuvre.
Elle meurt en 1933 dans sa ville natale.
Deux ans après sa mort, la peinture d'Emma Ciardi a été célébrée dans une rétrospective à l'occasion du quarantième anniversaire de la Biennale de Venise.

## Œuvres
- La chaise à porteurs, musée de Munich[3].

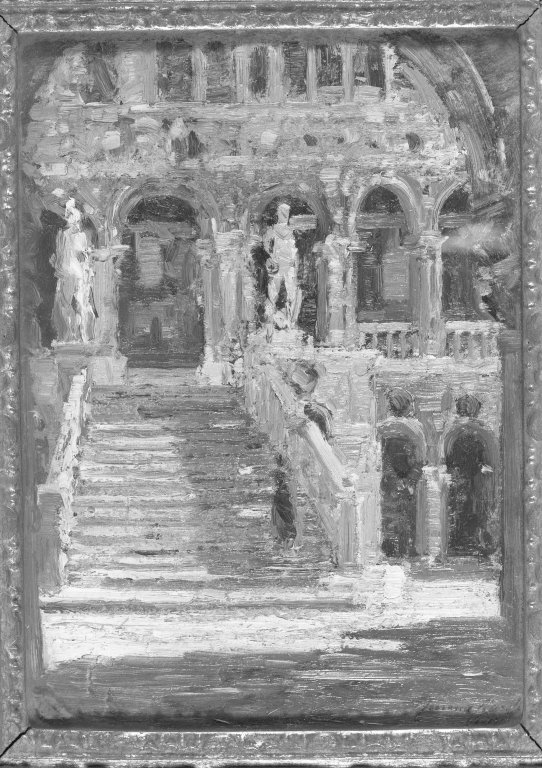
La Scala dei Giganti Brooklyn Museum
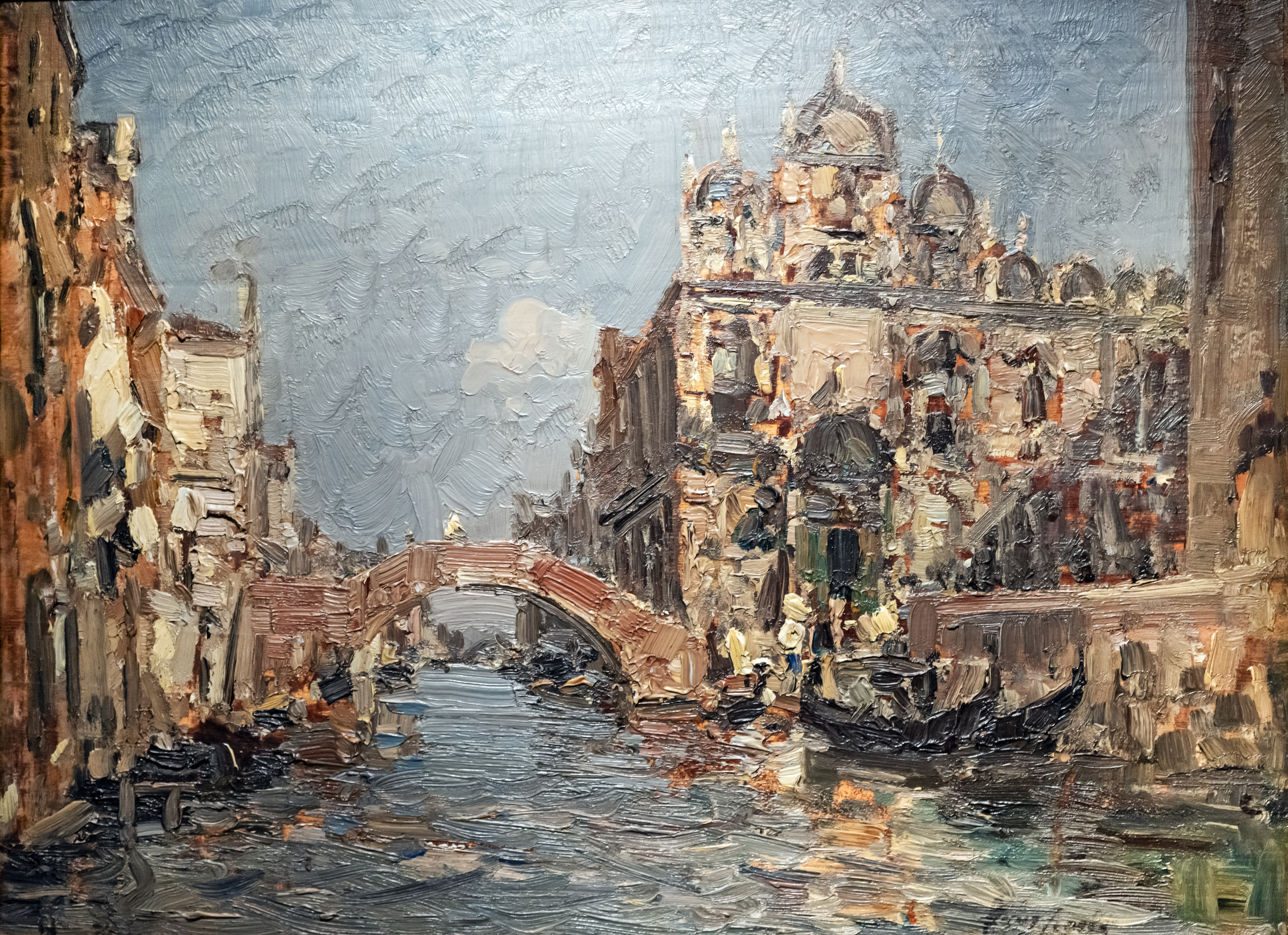
Canale dei Santi Giovanni e Paolo con la Scuola di San Marco Ca' Rezzonico Venise
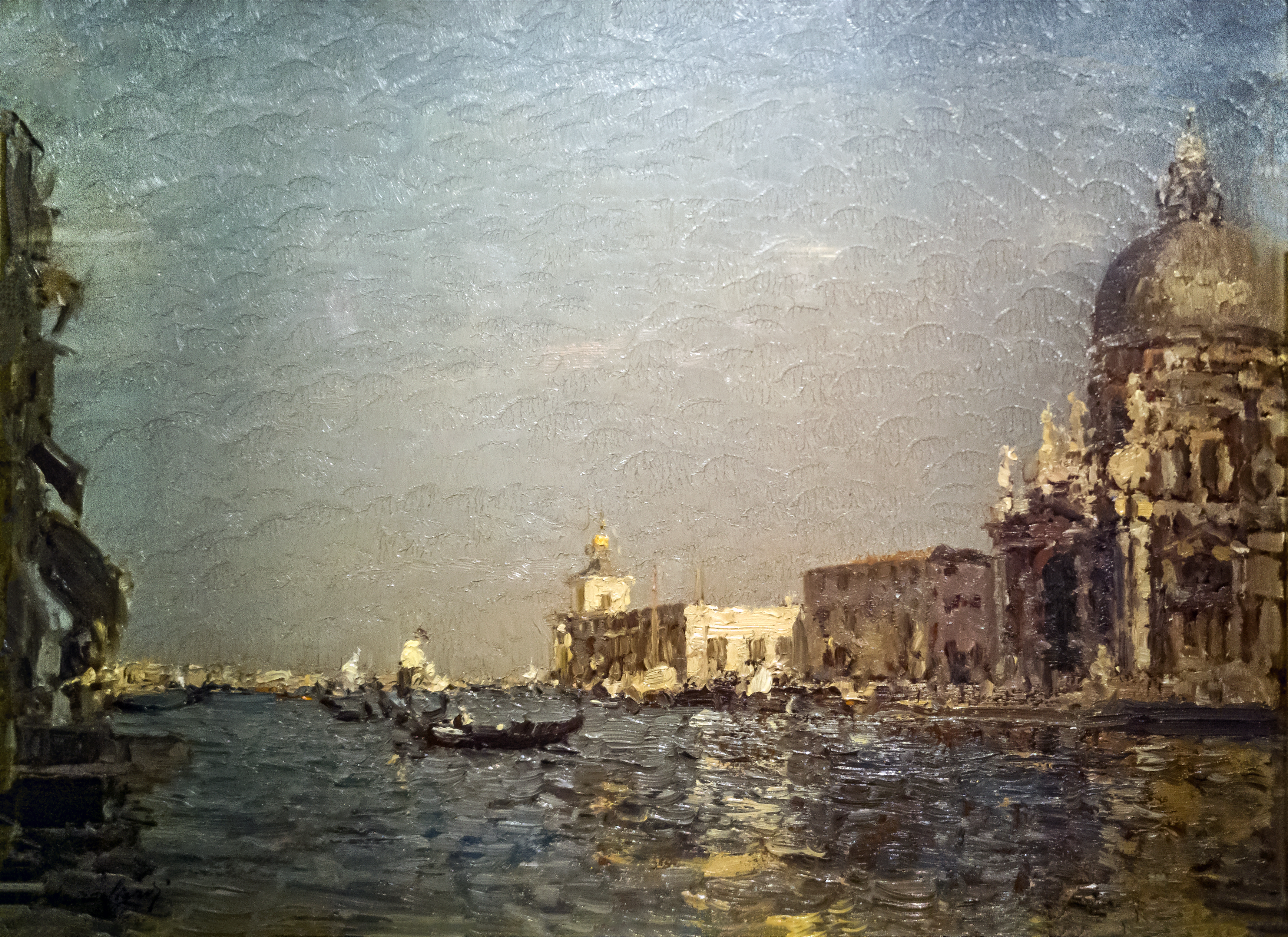
Il Canal Grande con la Chiesa della Salute Ca' Rezzonico, Venise
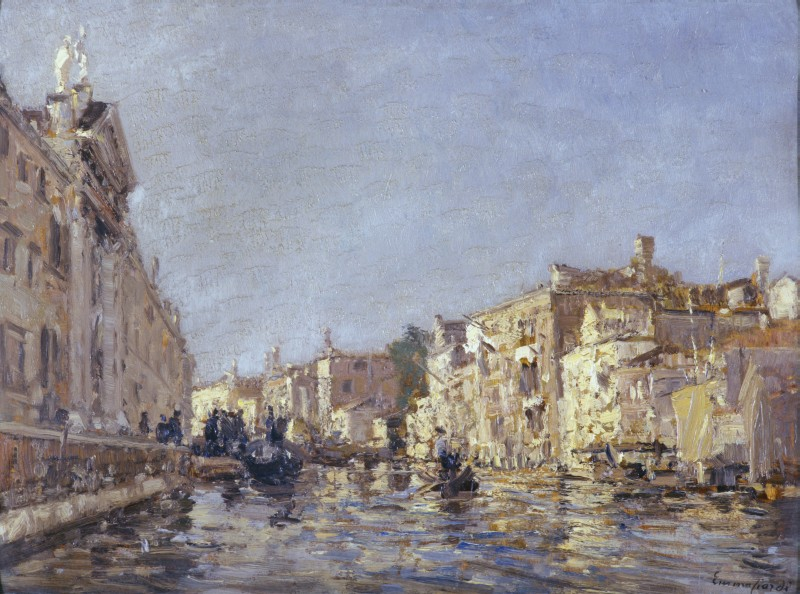
Rio di San Giovanni e Paolo a Venezia (Fondazione Cariplo)
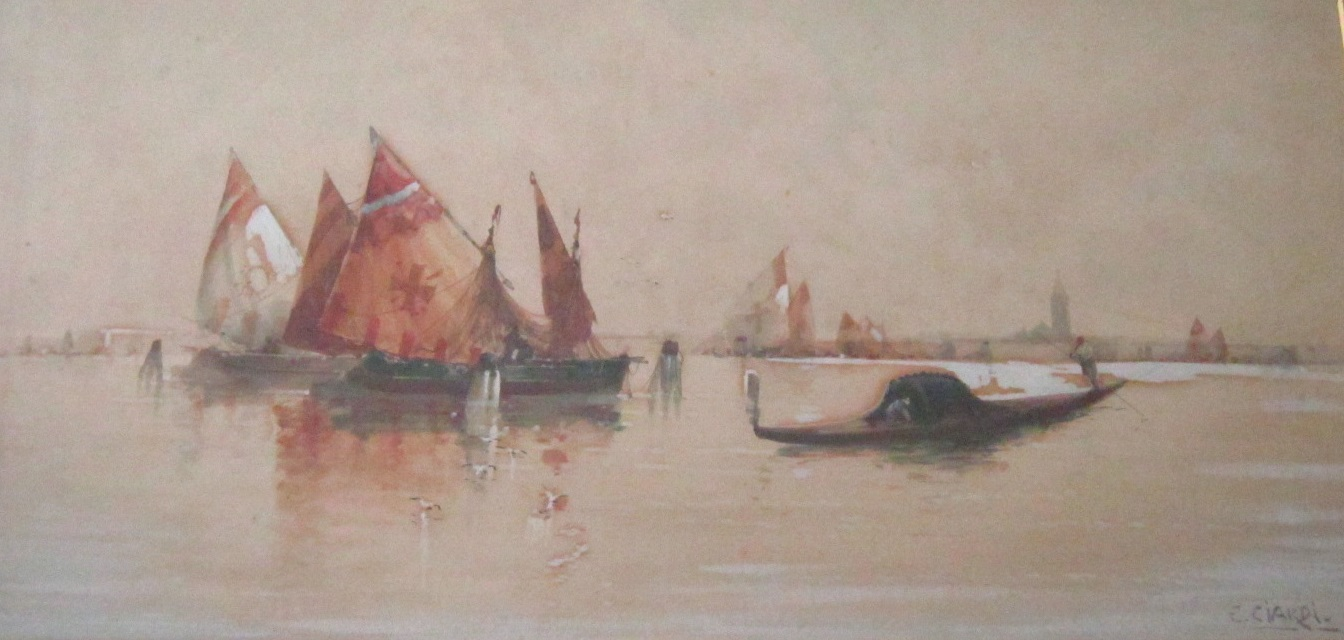
Barche nella laguna veneziana (Bateaux dans la lagune vénitienne), aquarelle, 29 x 59 collection privée.